# Alcor
Alcor Life Extension Foundation (чаще называемая Alcor) — некоммерческая организация, которая занимается крионикой, то есть, сохраняет тела людей и животных в жидком азоте после их смерти, предполагая, что в будущем их удастся оживить. Сохранение тел при низких температурах называется криоконсервацией.
Для сохранения своих тел члены Alcor заключают договоры дарения своего тела организации в исследовательских целях. Это соответствует законам США и было подкреплено приговором в пользу Alcor по судебному иску, что ещё раз подтвердило конституционное право граждан на пожертвование своего тела для криоконсервации. В таком виде закон действует во всех 50 штатах США.
По состоянию на 11 января 2023 года членами Alcor состояли 1411 человек, и 201 тело находилось на сохранении, у большинства из которых был заморожен только их мозг. Alcor также оказывает услуги по криоконсервации животных, но для этого требуется, чтобы владелец сам принял предварительные меры для криосохранения. По состоянию на 15 ноября 2007 года, было сохранено 33 животных.
В мире существует всего лишь три «криофирмы», оказывающие полный список услуг по криосохранению человеческого организма. Кроме Alcor это делают американский Институт Крионики и российская компания «КриоРус».

## История
Крупнейшая на данный момент криофирма (по числу членов) была создана как некоммерческая организация Фредом и Линдой Чемберлен в Калифорнии в 1972 году под названием Alcor Society for Solid State Hypothermia (ALCOR). Alcor назвали в честь небольшой звезды в созвездии Большая Медведица. Название было изменено на Фонд Продления Жизни Alcor (Alcor Life Extension Foundation) в 1977 году. Организация была задумана как рациональная, ориентируемая на крио-технологию, финансовое управление которой задумывалось как консервативное. Alcor начал рассылать объявления и проводить семинары для привлечения большего количества участников и внимания к крионическому движению. Первый из этих семинаров привлек 30 человек.
16 июля 1976 Alcor выполнил свою первую человеческую криоконсервацию на отце Фреда Чемберлена. В том же самом году исследования в области крионики начали финансироваться Manrise Corporation. Тогда офис Alcor состоял из мобильной клиники в большом фургоне. TransTime, Inc. (криофирма в области залива Сан-Франциско) обеспечила начальные процедуры криосохранения и долгосрочного хранение, пока Alcor не начала создание своего собственного хранилища в 1982.
В 1977 учредительный договор был подан в Индианаполисе Институтом Продвинутых Биологических Исследований (IABS) и Soma, Inc. IABS был некоммерческим институтом, начавшим исследования во главе с молодым экспертом в области крионики по имени Стив Бридж, в то время как Soma была коммерческой организацией, созданной для обеспечения криоконсервации и услуг хранения. Его президент, Майк Дарвин, впоследствии стал президентом Alcor. Бридж же занял это положение много лет спустя. IABS и Soma были перебазированы в Калифорнию в 1981. Soma был расформирован, в то время как IABS слился с Alcor в 1982.
В 1978 Лаборатория Cryovita была основана Джерри Лифом, который преподавал хирургию в UCLA. Cryovita была коммерческой организацией, которая обеспечивала криоконсервацию и транспортные услуги для Alcor в 1980-х до смерти Лифа. В скором времени Alcor начал оказывать эти услуги самостоятельно. Лиф и Майкл Дарвин сотрудничали, чтобы перевести первого криопациента, доктора Джеймса Бедфорда, который был сохранен в 1967 в Калифорнии, в Alcor в 1982.
В это время Лиф также сотрудничал с Майклом Дарвином в ряде экспериментов гипотермии, в которых собаки были реанимированы без измеримых нейропотерь после введения в глубокую гипотермию при температуре близкой к нулю градусов по Цельсию. Заменитель крови, который был разработан для этих экспериментов, стал основанием для решения проблем, связанных с неравномерным распределением температуры по телу. Вместе, Лиф и Дарвин развивали резервно-транспортную модель для экстренного человеческого криосохранения с целью немедленного вмешательства после остановки сердца и уменьшения ишемизированной раны. Лиф был криоконсервирован в Alcor в 1991. С 1992 года Alcor обеспечил себя собственной системой криоконсервации. Сегодня Alcor — единственная предоставляющая полный комплекс услуг криофирма, которая имеет хорошую финансовую основу.
Alcor медленно рос в его первые годы. В 1984 произошло слияние с Обществом крионики Южной Флориды. Alcor насчитывал всего 50 участников в 1985. В это же год произошла криоконсервации его третьего пациента. К тому времени многие исследователи наладили связь с Alcor и внесли некоторые важные изменения, связанные с криоконсервацией, в конечном счете приведя её к сегодняшнему методу витрификации.
Увеличение числа членов в этот период частично приписано публикации в 1986 году книги «Машины создания: Грядущая эра нанотехнологии» Эрика Дрекслера, в которой содержалась глава про крионику, и дебютировала идея нанотехнологии. В 1986 году группа членов Alcor сформировала Symbex небольшую инвестиционную компанию, которая финансировала базу в Риверсайде (штат Калифорния) для нового арендного договора с Alcor. Alcor перенесли из Фуллертона (Калифорния) в новое здание в Риверсайде в 1987. Тимоти Лири появился на торжественном открытии. Alcor криоконсервировал домашнее животное одного из участников в 1986 и двух членов в 1987. Три криоконсервации были проведены в 1988, включая первого целотельного криопациента Alcor и одного в 1989. В сентябре 1988 Лири объявил, что заключил контракт с Alcor, становясь первой знаменитостью, которая заключила контракт на сохранение. Лири позже перезаключил контракт с другой криофирмой, CryoCare, и затем вообще передумал. Вице-президент Alcor и главный хирург, Джерри Лиф, внезапно умер от сердечного приступа в 1991.
К 1990 Alcor вырос до 300 участников и перерос Калифорнийский штаб, который был самым большим криоцентром в мире. Организация хотела остаться в округе Риверсайд, но в связи с проблемой, что Калифорнийский центр уязвим для землетрясения, организация купила здание в Скоттсдейле, Аризона, в 1993 и переместила туда её пациентов в 1994.
Alcor провел семь конференций по технологии продления жизни с передовыми учёными, такими как Эрик Дрекслер, Ральф Меркл, Рэй Курцвейл, Обри де Грей, Тимоти Лири, и Майкл Д. Вест.

## Исследования
В 2001 Alcor доработал формулу криопротектора из изданной научной литературы в более адаптированную формулу, предоставляющую возможность свободного ото льда хранения (витрификация) человеческого мозга (neurovitrification). В 2005 процесс витрификации был впервые применён к цельному телу. Это привело к возможности витрификации мозга и обычной криоконсервации остальных частей тела. Сегодня продолжается работа по достижению витрификации целого организма, которая ограничена способностью полностью распространить криопротектор по всему телу. Витрификация, используемая с 2000, была переключена на тот тип, что был предложен Alcor в 2005, как наиболее лучшее решение. Канадский бизнесмен, Роберт Миллер, основатель Future Electronics, предоставлял в прошлом финансирование исследований Alcor.

## Политика и процедуры
Alcor управляется небольшим советом директоров. Научный совет Alcor в настоящее время состоит из Antonei Csoka, Обри де Грей, Роберта Фрайтаса, Барта Коско, Джеймса Б. Льюиса, Ральфа Меркла, Martine Rothblatt, и Майкла Д. Веста. Alcor также поддерживает медицинский консультативный совет, состоящий из врачей.
Большинство пациентов Alcor финансирует процедуру через полисы страхования жизни. Участники, которые подписали контракт с Alcor, получают медицинские аварийные браслеты, сообщающие больницам и докторам о необходимости уведомить Alcor в случае любой чрезвычайной ситуации. В случае, если человек находится при смерти, Alcor может прислать команду с отдельным резервуаром. 
В некоторых государствах участники могут подписать свидетельства, в которых они заявляют, что хотят избежать вскрытия трупа. Вскрытие органов тела (особенно мозга) и кровеносных сосудов, требуемые для изучения трупа, не позволяет сохранять тело, особенно мозг, без повреждения или покрытием тела глицерином. Оптимальная процедура криосохранения начинается менее чем через час после смерти. Участники могут определить, хотят ли они, чтобы Alcor попытался сохранить их, даже если было проведено вскрытие трупа, или же хотят быть похороненными или кремированы, если вскрытие трупа не даёт большую надежду на сохранение.
В случаях с предварительной договорённостью проводится сердечно-лёгочная поддержка, как только пациент объявляется юридически мертвым. Некоторые пациенты не смогли получить сердечно-лёгочную поддержку немедленно, но из-за надежды на возможности будущих технологий, эти пациенты были также сохранены лучшими доступными методами. У Alcor есть сеть медработников в национальном масштабе и семь хирургов, расположенных в различных регионах, которые готовы оказать услуги по требованию 24 часа в сутки. Если пациент Alcor встречен резервной командой (обычно в больнице, приюте, или домой), команда сделает СЛР, чтобы поддержать кровоток к мозгу и органам, одновременно вкачивая криопротектор для сохранения органа через вены.
Пациенты транспортируются как можно быстрее в штаб Alcor в Скоттсдейле, где они подвергаются заключительным приготовлениям в сердечно-лёгочной лаборатории Alcor. Уже созданы планы по созданию второй операционной комнаты. В процессе хранения тела в дьюаре пациент, подключённый к множеству датчиков, находится под наблюдением врача и не нуждается в электричестве. Испарившийся жидкий азот еженедельно дополняется. Представитель округа Риверсайдв Калифорнийский Дэн Купидо сказал, что у Alcor на вооружении находится оборудование лучше, чем у некоторых медицинских учреждений.
Взносы членов составляют лишь одну треть ежегодного бюджета Alcor. Остальная часть — это пожертвования. Alcor получает 50 000$ каждый год от телевизионных лицензионных платежей. В 1997, после существенной работы во главе с тогдашним президентом Стивом Бриджем, Alcor сформировал отдел защиты прав пациентов как полностью отдельное юридическое лицо, чтобы управлять и защищать финансы криопациентов, включая управление недвижимостью. Alcor остается единственной криофирмой, оперирующей финансами клиента для его сохранения, финансирующегося таким образом; 2%-го ежегодного прироста капитала достаточно для содержания пациентов. По крайней мере 70 000$, полученных с каждого целотельного пациента входит в этот капитал для будущего ухода за больным (17 000$ для нейропациента). Alcor в настоящее время работает над созданием собственной модели капитала «Alcor», которое облегчило бы для участников возможность сохранить их активы после юридической смерти и для научных работ по восстановлению от криоконсервации. Некоторые участники уже предприняли шаги, чтобы сделать это самостоятельно Участники могут также сохранить свой капитал глубоко под землёй в Канзасской соляной шахте, которой управляет Underground Vaults & Storage, Inc.
Дополнительная информация о политике Alcor и процедурах доступна на alcor.org.

## Членство
Список участников включает в себя таких людей, как Дик Клэр, призёр премии Эмми как лучший комедийный продюсер и режиссёр, бейсбольная легенда Зала славы Тед Уилльямс и его сын Джон Генри Уильямс, и футурист FM-2030.
Среди действующих членов Alcor числятся такие люди, как пионер нанотехнологии Эрик Дрекслер, интернет-пионер Ральф Меркл, инженер Кит Хэнсон и его семья, преподаватель Массачусетского технологического института Марвин Минский, исследователь в области геронтологии Обри де Грей, математик Эдвард О. Торп, президент компьютерной безопасности Кеннет Вайс, владелец казино Дон Лафлин, изобретатель Рэй Курцвейл, режиссёр Чарльз Маттау, футуристы Макс Мор и Наташа Вита-Мор, предприниматели Сол Кент, Люк Нозек и основатель Future Electronics Роберт Миллер. Издателя Журнала Алтию Флинт, заключившую контракт с Alcor, не смогли криоконсервировать, так как было необходимо вскрытие трупа. Один из участников Alcor умер во Всемирном торговом центре при нападении 11 сентября.
Число членов росло со скоростью приблизительно восьми процентов в год, начиная со старта Alcor. Также между 1987 и 1990 наблюдалось утраивание количества новых членов. Самый старый пациент в Alcor — 101-летняя женщина, и самый молодой — 2-летняя девочка. У Alcor были также пациенты из Австралии. Каждый четвёртый участник проживает в области залива Сан-Франциско.
Членство также можно получить в журнале Alcor, Cryonics, издающийся четыре раза в год, который также доступен онлайн бесплатно. Кит Хенсон писал колонку в Cryonics в течение нескольких лет.